# جان ویستار سیمپسن
جان ویستار سیمپسن (انگلیسی: John Wistar Simpson; ۲۵ سپتامبر ۱۹۱۴ – ۴ ژانویهٔ ۲۰۰۷) یک دانشمند بود.
وی همچنین برندهٔ جوایزی همچون مدال ادیسون انجمن مهندسان برق و الکترونیک شده است.